# Замок Темпл-Хаус
Замок Темпл-Хаус (англ. Templehouse Castle, ірл. Caisleán) — Кашлен — один із замків Ірландії, розташований в графстві Слайго. Нині від замку лишилися вбогі руїни. Колись замок являв собою твердиню, прямокутну у плані. Замок був побудований лицарями-хрестоносцями ордену Тамплієрів у 1181 році. Замок стоїть на території землі Баллінакарроу біля селища Баллімот, на півдні графства Слайго. Біля замку зберігся маєток та будинок збудований в стилі короля Геогра. Маєток площею 1000 акрів землі, на березі озера. Нині маєток використовується як пансіон та готель. Маєток побудований в 1825 році, потім перебудований в 1864 році.

## Історія замку Темпл-Хаус
Офіційно ці землі були даровані ордену Тамплієрів в 1216 році, коли замок був вже давно побудований. Підтвердив право володіння цими землями орденом Тамплієрів король Англії Джон Безземельний. У 1311 році орден тамплієрів був розформований. Ці землі та замок були передані лицарському ордену Госпітальєрів. У 1627 році замок став приватною резиденцією. У 1641 році спалахнуло повстання за незалежність Ірландії. Господарі замку підтримали повстанців. Замок був взятий в облогу англійською армією, обстріляний з артилерії і перетворений в руїни.
Довгий час ці землі та замок належали аристократичній родині Персіваль. Джордж Персіваль (1635—1675) поселився на цих землях і отримав маєток та землі Темпл-Хаус в 1665 році внаслідок шлюбу зі спадкоємицею родини Крофтон, що мали резиденцію в замку Лонгфорд-Хаус, що в Клуні. Маєтком і замком довгий час володіли Персівалі, що займали посаду верховного шерифа Слайго. У ХІХ столітті замком та маєтком володів Олександр Персіваль (1787—1858) — депутат парламенту Об'єднаного королівства, сержант по зброї Палати Лордів. Він відновив готичний будинок маєтку в 1825 році. Після його смерті маєток продали, але потім викупили назад — це зробив третій син Олександра Персіваля — теж Олександр, що зробив собі кар'єру та капітал в Китаї. Олександр Персіваль перебудував маєток у 1864 році, добудував блок і крило під прямим кутом до існуючого будинку. У 1925 році маєток став ареною боїв під час громадянської війни в Ірландії — між бійцями армії Ірландської вільної держави та ІРА (Ірландської республіканської армії) під час боїв була серйозно поранена дружина тодішнього власника маєтку та замку — майора Олександра Персіваля. Нині маєток наповнений реліквіями виконує функцію готелю.